# Reformiertes Pastorat Ronsdorf

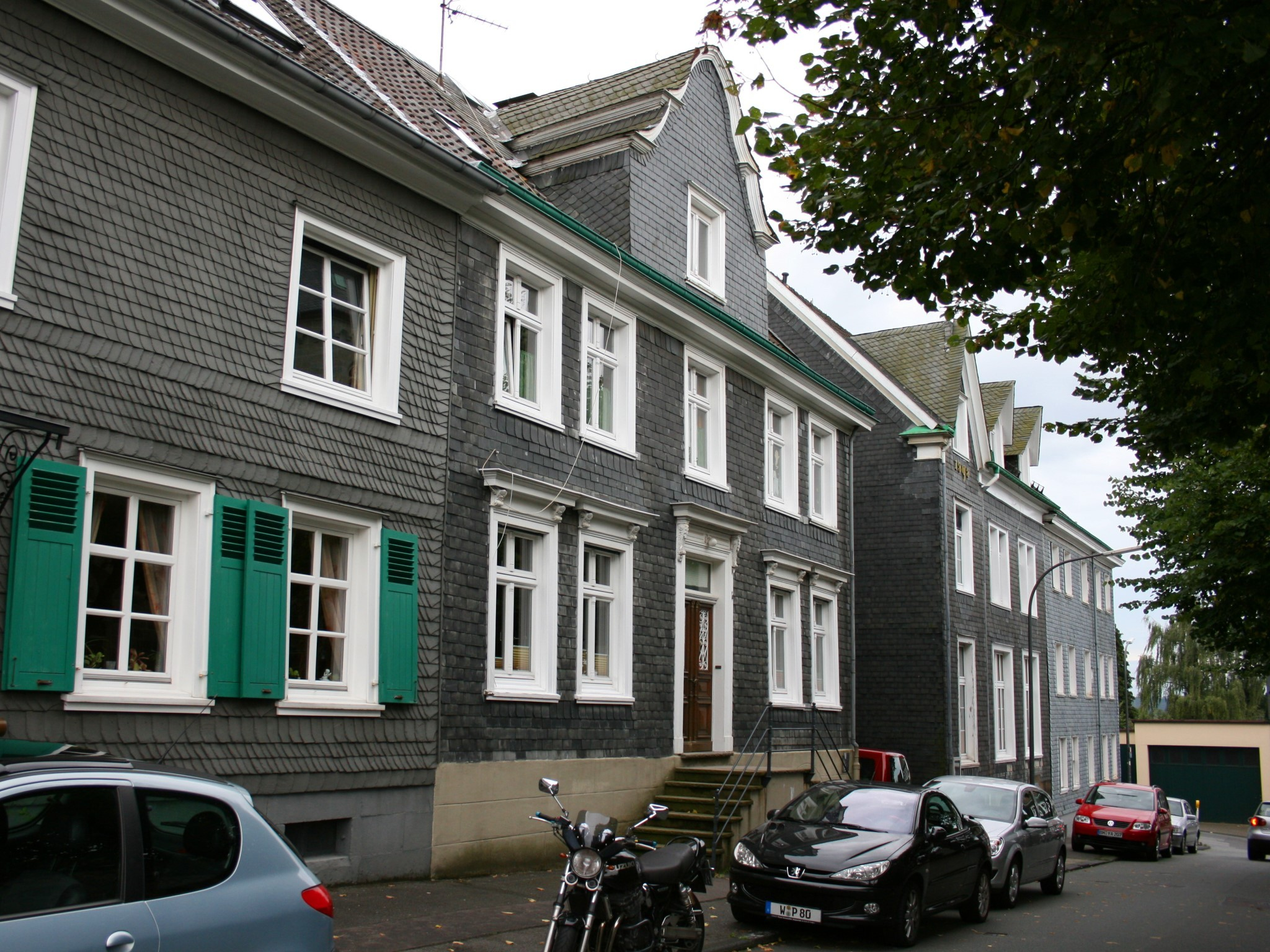
Das Reformierte Pastorat Ronsdorf

Das Reformierte Pastorat Ronsdorf ist ein Gebäude in Wuppertal-Ronsdorf in Nordrhein-Westfalen/Deutschland und ist als Baudenkmal anerkannt.

## Lage
Das Pastorat befindet sich im Wohnquartier Ronsdorf-Mitte/Nord in der Kurfürstenstraße 6 und liegt direkt gegenüber (östlich) der Reformierten Kirche. Zusammen mit der Kirche, der Reformierten Schule, der Stützmauer des Kirchhofs, der Schwengelpumpe, dem ehemaligen Gemeindehaus, dem Waterhüsken und einigen weiteren umgebenden Wohngebäuden wie z. B. Kniprodestraße 6 steht es heute unter Denkmalschutz.

## Historie und Beschreibung
Das Gebäude wurde in den Jahren 1777/1778 von der reformierten Kirchengemeinde als Pastorat errichtet und wird heute noch in dieser Funktion genutzt.
Es handelt sich um ein zweigeschossiges verschiefertes Fachwerkhaus mit einem Kellergeschoss aus Natursteinquadern. Zu dem Haupteingang im Erdgeschoss führt eine beiderseitig begehbare Freitreppe. Hierüber befindet sich im Dachgeschoss das charakteristische Dachhäuschen mit einem geschweiften und gebrochenen Zwerchgiebel.

## Denkmalschutz
Da das Gebäude ebenso wie die Kirche und weitere Nachbarhäuser die Luftangriffe auf Wuppertal unbeschädigt überstanden hat und sowohl das Ronsdorfer Ortsbild als auch die Kirchengeschichte prägt, wurde das Pastorat am 6. Mai 1992 unter Denkmalschutz gestellt.